# Paróquia do Imaculado Coração de Maria (Curitiba)

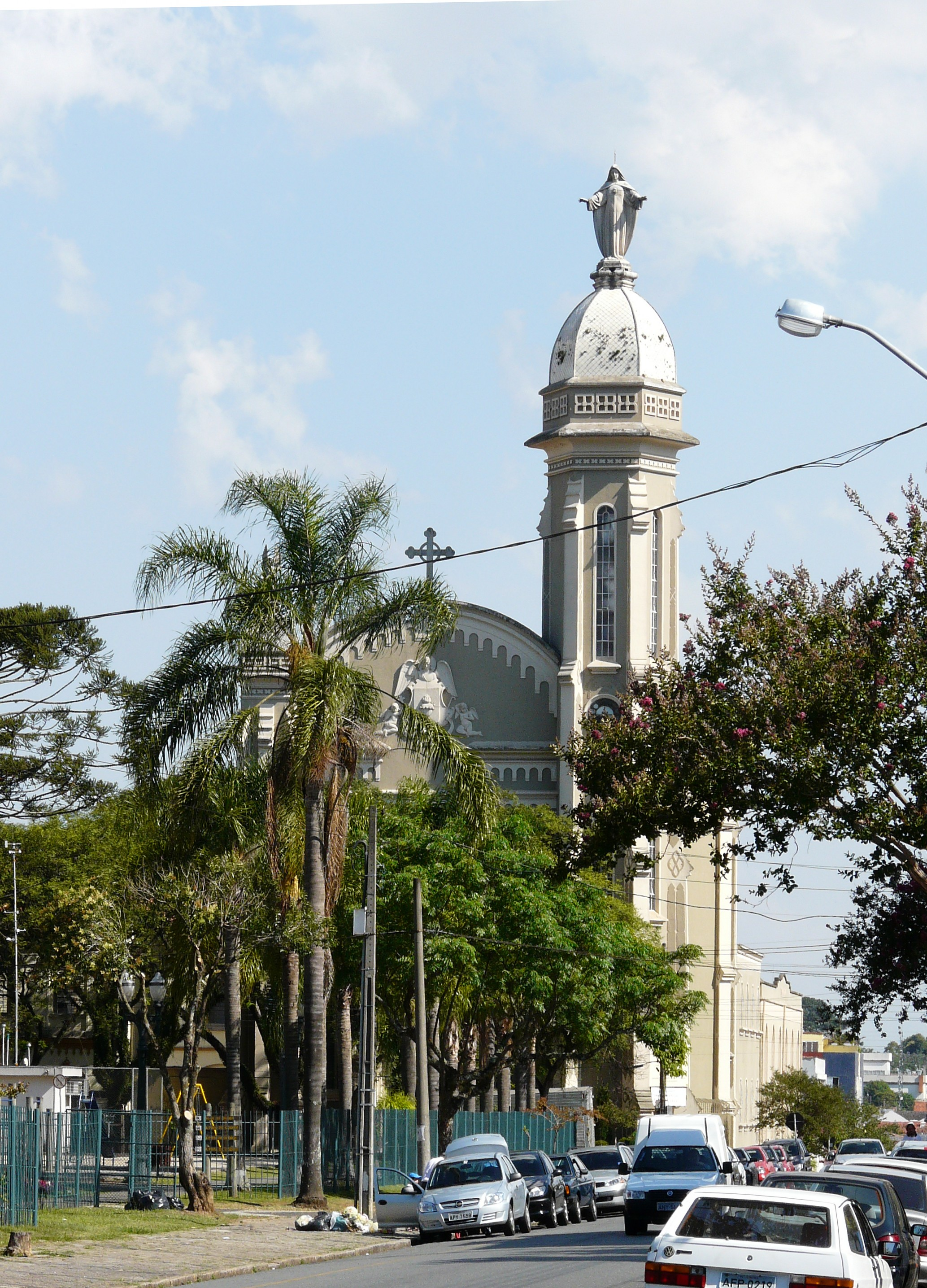

A Paróquia do Imaculado Coração de Maria (anteriormente Igreja; promovida a Paróquia em 1939) é um templo claretiano situado no bairro de Rebouças, em Curitiba.